# Saravane (provins)
Saravane, eller Salavan (lao: ສາລະວັນ), är en provins i södra Laos. Provinsen hade 396 942 invånare år 2015, på en area av 10 691 km². Provinshuvudstaden är Salavan.

## Administrativ indelning
Provinsen är indelad i följande distrikt:
1. Khongsedone (14-06)
2. Lakhonepheng (14-04)
3. Lao Ngarm (14-07)
4. Salavan (14-01)
5. Samuoi (14-08)
6. Ta Oi (14-02)
7. Toomlarn (14-03)
8. Vapy (14-05)